# Legerkwestie
In 1908 nam politiek België de legerkwestie onder de loep.
De legerhervorming werd door een commissie voorbereid met steun van regeringsleider Frans Schollaert en Joseph Hellebaut (minister van Oorlog).
De intentie was dat door deze hervorming de band tussen leger en natie zou worden aangehaald. Hierop werd gunstig gereageerd door de Belgische Werkliedenpartij.
Kardinaal Désiré-Joseph Mercier pleitte voor nationale eendracht en ook hem is de verbeterde situatie niet ontgaan.
Er bestond wel nog terughoudendheid in de Vlaamsgezinde kringen door de onrechtvaardige taaltoestanden.
Door de invoering van de persoonlijke dienstplicht werd voortaan 1 zoon per gezin onder de wapens geroepen.  De loting en eventuele plaatsvervanging werden afgeschaft.
Geld was dus geen garantie meer om aan de dienstplicht te ontkomen.
Geestelijken waren wel vrijgesteld.